# Bookwall
株式会社ブックウォールは、東京都世田谷区に事務所を置く、書籍の装幀、ブックデザイン、エディトリアルデザインを主な事業内容とするデザイン事務所である。

## 概要
2009年5月、装丁家、松 昭教により設立。
仕事は、文芸誌、小説、ビジネス書、一般、実用書など多岐に渡る。
書店でのインパクト、印象に残りやすいデザインを得意としている。
「ジョバンニ」という鹿のイメージキャラクターがいる。

## 主な装幀作品
- 『ズッコケ中年三人組』シリーズ　那須正幹　ポプラ社　2009〜2015年
- 『SRO』シリーズ　富樫倫太郎　中央公論新社　2010年〜2019年
- 『早雲の軍配者』シリーズ　富樫倫太郎　中央公論新社 2010〜2018年
- 『ドS刑事』シリーズ　七尾与史　幻冬舎　2011年～2019年
- 『ケモノの城』　誉田哲也　双葉社　2014年
- 『怒り』(単行本)     吉田修一　中央公論新社　2014年
- 『マッサンとリタ　ジャパニーズ・ウイスキーの誕生』　オリーヴ・チェックランド　NHK出版　2014年
- 『みんなの少年探偵団』シリーズ　万城目学、湊かなえ、小路幸也、向井湘吾、藤谷治、他　ポプラ社　2014〜2018年
- 『君の膵臓をたべたい』　住野よる　双葉社　2015年
- 『過ぎ去りし王国の城』　宮部みゆき　KADOKAWA 2015年
- 『プラージュ』　誉田哲也　幻冬舎　2015年
- 『中島みゆき全歌集1975-1986』　中島みゆき　朝日新聞出版　2015年
- 『中島みゆき全歌集1987-2003』中島みゆき　朝日新聞出版　2015年
- 『中島みゆき全歌集2004-2015』中島みゆき　朝日新聞出版　2015年
- 『学校では教えてくれない』シリーズ　井沢元彦　PHP研究所　2015～2019年
- 『また、同じ夢を見ていた』　住野よる　双葉社　2016年
- 『よるのばけもの』　住野よる　双葉社　2016年
- 『リボルバー・リリー』　長浦京　講談社　2016年
- 『特捜部Q』シリーズ　ユッシ・エーズラ・オールスン　早川書房　2016～2019年
- 『花咲小路三丁目シリーズ』　小路幸也　ポプラ社　2017年〜2018年
- 『空をつくる』　村尾亘　小さい書房　2017年
- 『あるかしら書店』　ヨシタケシンスケ　ポプラ社　2017年
- 『二千七百の夏と冬』　荻原浩　双葉社　2017年
- 『 MORIMagazine1-3』 森博嗣　大和書房　2017～2019年
- 『まんぷく』　福田靖　田淵孝　NHK出版　2018年
- 『日本国紀』　百田尚樹　幻冬舎　2018年
- 『青くて痛くて脆い』　住野よる　KADOKAWA 2018年
- 『骨を弔う』　宇佐美まこと　小学館　2018年
- 『府中三億円事件を計画・実行したのは私です。』　白田　ポプラ社　2018年
- 『人生に大きな期待はしないから、せめて無償で愛されたい』　あたりめ　KADOKAWA 2018年
- 『背中の蜘蛛』　誉田哲也　双葉社　2019年
- 『麦本三歩の好きなもの』　住野よる　幻冬舎　2019年
- 『クジラアタマの王様』　伊坂幸太郎　NHK出版　2019年
- 『錨を上げよ』(幻冬舎文庫) 　百田尚樹　幻冬舎　2019年
- 『死にがいを求めて生きているの』　朝井リョウ　中央公論新社　2019年
- 『元気に下山　毎日を愉しむ48のヒント』　五木寛之　宝島社　2019年
- 『ウチら棺桶まで永遠のランウェイ』　kemio 　KADOKAWA 2019年

### 写真集
- 『つかのまのこと』　柴崎友香、東出昌大　KADOKAWA 2018年
- 『負けずぎらい。』　広瀬すず　日経BP 2018年
- 『気ままに美波』　浜辺美波　日経BP 2019年

### 文芸誌
- 『小説幻冬』　幻冬舎
- 『asta＊』　ポプラ社
- 『小説BOC』　中央公論新社
- 『小説推理』　～2017年12月号まで　双葉社